# Liste der Kernkraftwerke in Italien
Mit Stand Juli 2023 werden in Italien keine Kernkraftwerke mehr betrieben; vier Reaktorblöcke mit einer installierten Nettoleistung von 1423 MW wurden bereits endgültig stillgelegt. Der erste kommerziell genutzte Reaktorblock ging 1964 in Betrieb.
Nach der Nuklearkatastrophe von Tschernobyl 1986 gab es am 8. und 9. November 1987 eine Volksabstimmung, bei der drei Fragen die Kernenergie betrafen; es sprachen sich mehr als 80 Prozent gegen die weitere Nutzung der Kernenergie aus. Nach der Nuklearkatastrophe von Fukushima gab es am 12. und 13. Juni 2011 eine Volksabstimmung (siehe Referendum in Italien 2011), bei der die dritte Frage den Wiedereinstieg in die Nutzung der Kernenergie betraf; bei einer Wahlbeteiligung von ca. 54 Prozent sprachen sich mehr als 94 Prozent gegen den Wiedereinstieg aus.

## Karte
| Caorso |

| Enrico Fermi |

| Garigliano |

| Latina |

## Tabelle
| Name         | Block | Reaktor- typ | Modell | Status      | Leistung [MWe] | Leistung [MWe] | Therm. Leistung [MWt] | Bau- beginn | Erste Kritika- lität | Erste Netz- synchro- nisation | Kommer- zieller Betrieb (geplant) | Abschal- tung (geplant) | Ein- speisung [TWh] |
| Name         | Block | Reaktor- typ | Modell | Status      | Netto          | Brutto         | Therm. Leistung [MWt] | Bau- beginn | Erste Kritika- lität | Erste Netz- synchro- nisation | Kommer- zieller Betrieb (geplant) | Abschal- tung (geplant) | Ein- speisung [TWh] |
| ------------ | ----- | ------------ | ------ | ----------- | -------------- | -------------- | --------------------- | ----------- | -------------------- | ----------------------------- | --------------------------------- | ----------------------- | ------------------- |
| Caorso       | 1     | BWR          | BWR-4  | Stillgelegt | 860 (840)      | 882            | 2651                  | 01.01.1970  | 31.12.1977           | 23.05.1978                    | 01.12.1981                        | 01.07.1990              | 27,73               |
| Enrico Fermi | 1     | PWR          | WH 4LP | Stillgelegt | 260 (247)      | 270            | 870                   | 01.07.1961  | 21.06.1964           | 22.10.1964                    | 01.01.1965                        | 01.07.1990              | 24,31               |
| Garigliano   | 1     | BWR          | BWR-1  | Stillgelegt | 150            | 160            | 506                   | 01.11.1959  | 05.06.1963           | 01.01.1964                    | 01.06.1964                        | 01.03.1982              | 12,25               |
| Latina       | 1     | GCR          | MAGNOX | Stillgelegt | 153 (200)      | 160            | 660                   | 01.11.1958  | 27.12.1962           | 12.05.1963                    | 01.01.1964                        | 01.12.1987              | 25,49               |

1. ↑  BWR-4 (Mark 2)
2. ↑  Der Reaktor wurde am 25. Oktober 1986 heruntergefahren und danach nicht mehr in Betrieb genommen (Siehe Artikel zum KKW Caorso).
3. ↑  Der Reaktor wurde 1987 heruntergefahren und danach nicht mehr in Betrieb genommen (Siehe Artikel zum KKW Enrico Fermi).
4. ↑  Der IAEA wurden für den Block 1 des KKW Enrico Fermi für die Jahre 1964 bis 1969 keine Daten bzgl. der Jahreserzeugung geliefert.
5. ↑  Der Reaktor wurde 1978 heruntergefahren und danach nicht mehr in Betrieb genommen (Siehe Artikel zum KKW Garigliano).
6. ↑  Der IAEA wurden für den Block 1 des KKW Garigliano für die Jahre 1964 bis 1970 keine Daten bzgl. der Jahreserzeugung geliefert.
7. ↑  Der Reaktor wurde 1986 heruntergefahren und danach nicht mehr in Betrieb genommen (Siehe Artikel zum KKW Latina).
8. ↑  Der IAEA wurden für den Block 1 des KKW Latina für die Jahre 1963 bis 1969 keine Daten bzgl. der Jahreserzeugung geliefert.